# 什坊小街
39°54′59″N 116°22′00″E / 39.9164474°N 116.3667614°E
什坊小街，是位于北京市西城区中部的一条道路。

## 简介
什坊小街原先为东西走向，东到椿树巷，西到太平桥大街，全长502米，平均宽7米。清朝称“十八半截街”，简称“十八半截”。因为该街从东向西将南北走向的胡同切割为南北十八条半截胡同，故得名。为了和东城的十八半截相区别，1965年在北京市整顿地名时改称“什坊小街”。1990年代至2000年代，该街拓宽改造，两侧平房分别改建为丰汇园小区、丰融园小区。
经过此番改造，什坊小街西到太平桥大街，东到宏汇园小区西侧。另外，又将新建的两条南北向的道路也并入什坊小街。一条位于什坊小街东西向段的最东端，北起丰盛胡同、南到辟才胡同，原址是辟才五条、树荫胡同、古直胡同、西斜街的北段。另一条位于什坊小街东西向段的中间南侧，南到辟才胡同，原址是南篦子胡同。以上提到的各胡同如下：
- 辟才五条：南北走向，南到辟才胡同，北到宏庙胡同，与树阴胡同相接。全长109米，平均宽4米。清朝称五条胡同，因为是劈柴胡同北侧自东向西第五条胡同而得名。1911年之后改称辟才五条。[2]
- 树荫胡同：南北走向，南到辟才小六条，北到什坊小街。全长90米，平均宽3米。清朝称阴凉胡同。1965年北京市整顿地名，改称树荫胡同。[3]
- 古直胡同：斜向曲折，东北到西斜街，南到什坊小街。全长71米，平均宽4米。清朝称裤子胡同，因走向弯曲形似裤子而得名。又俗称为“骆驼脖子”。1911年之后，谐音改称古直胡同。[4]
- 西斜街
- 南篦子胡同：南北走向，南到辟才胡同，北到什坊小街。全长255米，平均宽3米。明朝称“沈篦子胡同”，因为胡同内有营制篦子的沈姓而得名。清朝以十八半截（今什坊小街）、前泥洼胡同为界，析为南、中、北沈篦子胡同，该段在南，故称南沈篦子胡同。1965年北京市整顿地名，定名为南篦子胡同。[5]